# Carleen Anderson
Carleen Cassandra Anderson er en amerikansk Jazzmusiker fra Houston, Texas.
Carleen's karriere begyndte i 1990 sammen med Marco Nelson og Femi Williams. tilsammen dannede de Acid Jazz-bandet "Young Disciples" og udgav et album, hvor singlen "Apparently Nothin" blev deres hidtil største hit. Efter tiden med bandet indledte hun en solokarriere og udgav albummet: "True Spirit"

## Diskografi

### Med Young Disciples
- Road to Freedom (Talkin' Loud, 1991)

### Soloindspilninger
- Dusky Sappho EP[1] (Circa/Virgin, 1994) No. 38 (this EP was classed as a mini-album as it had too many tracks on it to chart as a single)
- True Spirit (Circa/Virgin, 1994) UK No. 12[2]
- True Spirit - Remixes (Circa/Virgin, 1995)
- Blessed Burden (Circa/Virgin, 1998) UK No. 51[2]
- Alberta's Granddaughter (Dusky Sappho Music, 2002)
- Grace and Favours (live performance DVD/CD, 2004)
- Up To Now: The Best Of (Virgin, 2004)
- Soul Providence (Dome, 2005)
- Cage Street Memorial - The Pilgrimage (Freestyle, 2016)

### Solo singler
- "Nervous Breakdown" (1994) UK No. 27
- "Mama Said" (1994) UK No. 26
- "True Spirit" (1994) UK No. 24
- "Let It Last" (1995) UK No. 16
- "Maybe I'm Amazed" (1998) UK No. 24
- "Woman in Me" (1998) UK No. 74[2]
- "Don't Look Back in Anger" (2002)

### Under aliaset Mardou Fox
- Subterraneans feat. Mardou Fox "Taurus Woman" (1993)
- Numbers "Ballad of Mardou Fox", "Traffic", "Mardous Lament", "Jack Summerset" (2001)

### Samarbejde
- Duet med Omar "Who Chooses the Seasons" (1992)
- Guru's Jazzmatazz, Vol. 1 "Sights in the City" (1993)
- Incognito "Trouble Don't Always Last" (1994) (with Ramsey Lewis)
- Duet med Lewis Taylor "18 With a Bullet" (1998)
- Red, Hot + Cool Documentary (1998)
- The Brand New Heavies "Saturday Nite", "Apparently Nothing", "Try My Love", "Swinging Big Tom"
- The London Community Gospel Choir "Whenever You Call" (2001)
- Agent K. "Ride Away Getaway" (2002)
- Andy Hamill "Falling" (2003) (with Tony Woods)
- Full Flava's album Colour of My Soul, Carlen performs lead vocals on "Stories" and "You Are (My Destiny)" (2003)
- The London Community Gospel Choir "I Surrender All" (2003)
- Courtney Pine "When The World Turns Blue" (2003)
- Mamayo "The Game" "Born to Love" (2005)
- Hope Collective "Give and Let Live" (2005)
- Duet med Paul Weller "Wanna Be Where You Are" (2005)
- Duet med Jocelyn Brown "Parting the Waters" (2005)
- Incognito "Show Me Love" (2005)
- Incognito "Summer in the City", "Tin Man", "That's the Way of the World" (2006)
- Shuya Okino features Carleen on their co-write of “Beautiful Sadness” (2006)
- Full Flava album Music Is Our Way Of Life. Carleen performs lead vocals on a cover of Jean Carne's Was That All It Was. (2007)
- "Bird in Flight" Tuff Scout Records, written by Gil Cang and Carleen Anderson (2014)
- "Grains of Dust" Welsh National Opera Songs of Occupation Protest (2014)